# Vulgar Display of Power
Vulgar Display of Power šesti je studijski album američkog heavy metal sastava Pantera, objavljen 25. veljače 1992.
Smatra se jednim od najutjecajnijih heavy metal albuma 1990-ih te se na njemu nalaze neke od najpoznatijih Panterinih pjesama kao što su "Fucking Hostile", "Mouth for War", "This Love" i "Walk". Nalazio se na 44. mjestu Billboardove ljestvice te je 2004. dostigao dvostruku platinastu nakladu. Ime albuma potječe iz djela rečenice iz filma Egzorcist iz 1973.

## Popis pjesama
| 1.    | »Mouth for War«                | 3:56 |
| 2.    | »A New Level«                  | 3:57 |
| 3.    | »Walk«                         | 5:15 |
| 4.    | »Fucking Hostile«              | 2:49 |
| 5.    | »This Love«                    | 6:32 |
| 6.    | »Rise«                         | 4:36 |
| 7.    | »No Good (Attack the Radical)« | 4:50 |
| 8.    | »Live in a Hole«               | 4:59 |
| 9.    | »Regular People (Conceit)«     | 5:27 |
| 10.   | »By Demons Be Driven«          | 4:49 |
| 11.   | »Hollow«                       | 5:45 |
| 52:42 |                                |      |

## Top liste
| Top lista (1992.) | Pozicija |
| ----------------- | -------- |
| Billboard 200     | 44.      |
| Njemačka          | 69.      |

## Produkcija
- Pantera – aranžer, producent
- Terry Date – producent
- Phil Anselmo - vokal
- Diamond Darrell – gitara
- Rex Brown – bas-gitara
- Vinnie Paul - bubnjevi